# Sigi Zimmerschied

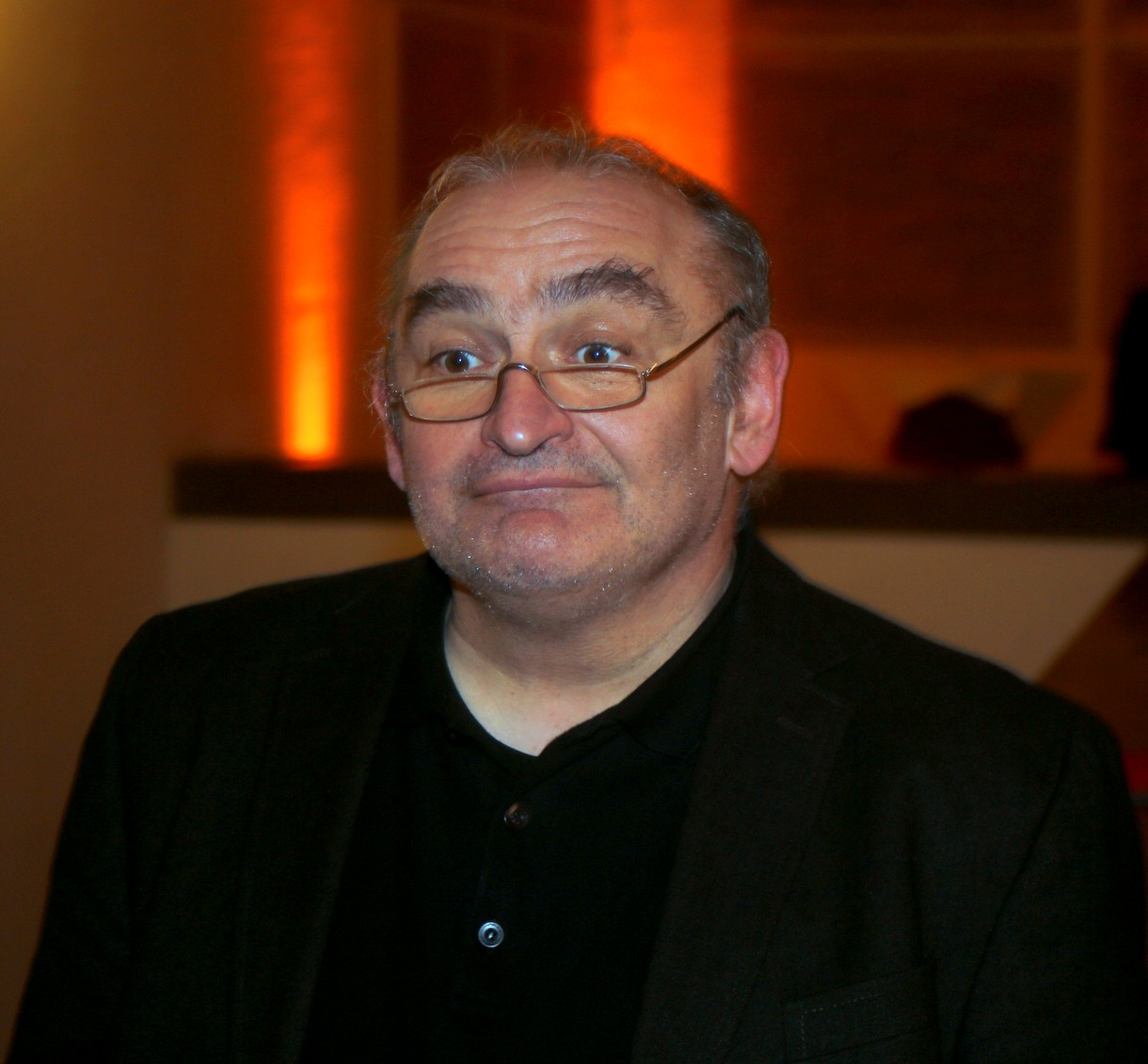
Sigi Zimmerschied (2015)

Siegfried „Sigi“ Zimmerschied (* 7. Oktober 1953 in Passau) ist ein deutscher Kabarettist und Schauspieler. Als seine künstlerische Heimat kann das Passauer Scharfrichterhaus betrachtet werden.

## Leben
Siegfried Zimmerschied schreibt über seine Kindheit und Jugend auf seiner Homepage: „Landesüblich sozialisiert über katholischen Kindergarten, Volksschule, humanistisches Gymnasium, Sportverein und Ministrantendienst.“ Er studierte Religionspädagogik im Fernstudium, 1975 gründete er zusammen mit Bruno Jonas die Passauer Kabarettgruppe „Die Verhohnepeopler“. Deren erstes Stück Himmelskonferenz, in dem ein resignierter Gottvater vom Himmelsfunktionär Erzengel Michael (Zimmerschied) entmachtet wird, sorgte für einen Skandal. Die einberufene Himmelskonferenz, an der auch ein bekiffter Jesus (Jonas) sowie der alkoholisierte Heilige Geist teilnahm, beschäftigte sich mit der Frage, wie der Menschheit die erneute Schwangerschaft Marias erklärt werden solle. Vom Vorwurf der Gotteslästerung wurde Zimmerschied aber letztlich freigesprochen. Zimmerschieds erstes Soloprogramm Zwischenmenschen entstand 1976. 1980 erhielt er den Deutschen Kleinkunstpreis. Weitere Soloprogramme und Auszeichnungen folgten.

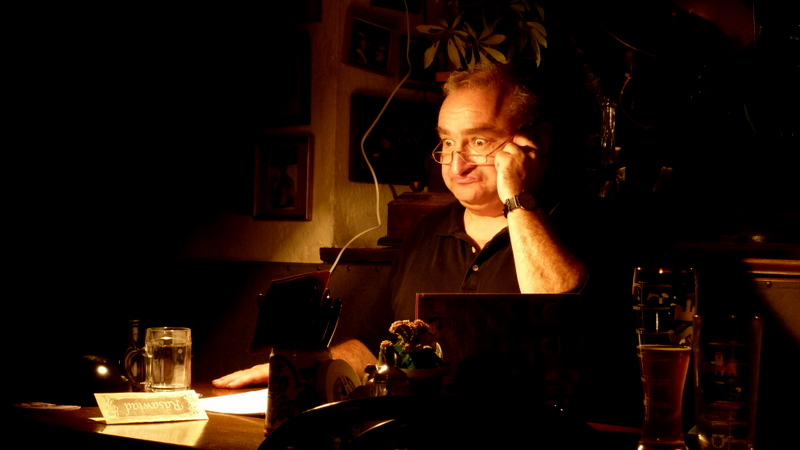
Sigi Zimmerschied bei einer Lesung im Turmstüberl des Valentin-Musäums in München

Zimmerschied wirkte auch als Schauspieler in den Filmen Peppermint Frieden (1983) von Marianne Rosenbaum, in dem Peter Fonda mitspielte, Grenzenlos und Der wilde Clown von Josef Rödl (1983 und 1986) sowie Himmelsheim von Manfred Stelzer (1989) mit. 1994 beendete er das Projekt Schartl, einen frei finanzierten Spielfilm, als Autor, Komponist, Darsteller, Regisseur und Produzent. Seit 2008 wirkt er in zahlreichen Filmen, Fernsehfilmen und Fernsehserien als Schauspieler mit, oft in Rollen als dialektsprechender missgelaunter Darsteller.
Zimmerschied zeichnet sich durch einen ätzenden – nach Meinung seiner Kritiker derben – und parteiübergreifenden Witz, eine bemerkenswerte Mimik, ein rares stimmenimitatorisches Talent sowie enorme Sprachkraft und Wortgewalt aus.
Zimmerschied lebt in Passau und München.
2023 wurde Zimmerschied zum Weißenburger Stadtschreiber gewählt, der den Auftrag hat, ein Stück für das Bergwaldtheater Weißenburg für Aufführungen im Jahre 2025 zu schreiben.

## Soloprogramme
- 1976: Zwischenmenschen
- 1978: Haltungsschäden

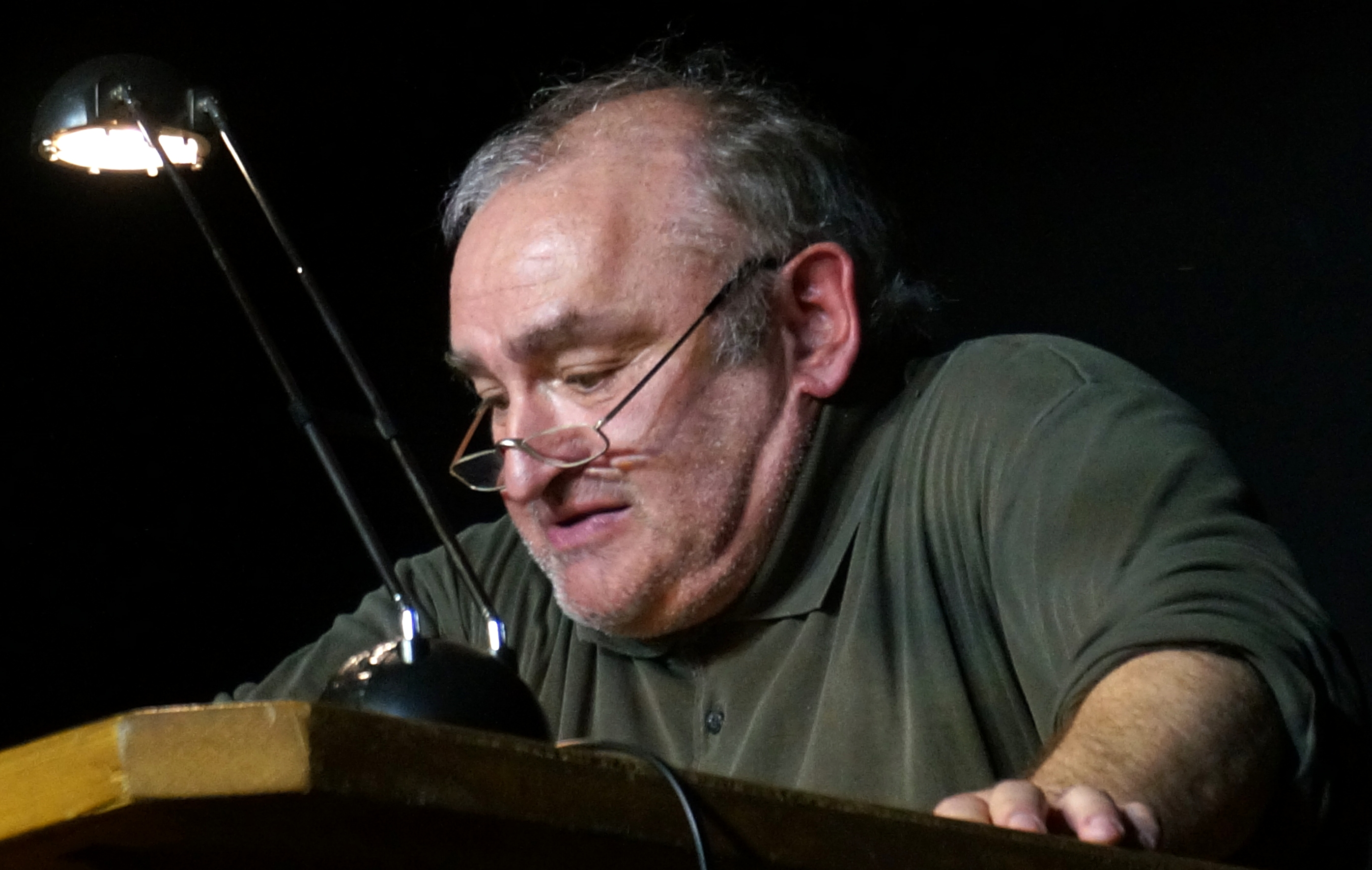
Sigi Zimmerschied bei einer Kreuzederlesung (2014)

- 1979: A ganz a miesa, dafeida, dreggiga Dreg san sie
- 1982: Passauereien
- 1986: Betondeppn
- 1990: Ausschwitzn
- 1996: Danemlem
- 1999: IHOBS
- 2002: Diddihasi
- 2005: Scheisshaussepp
- 2006: Hirnrisse
- 2009: Zeitgeister
- 2010: Lachdichter
- 2011: Reisswolf
- 2013: Multiple Lois – Einwürfe eines Parasiten
- 2014: Szenische Lesung aus dem Kreuzeder-Roman Weißbier im Blut von Jörg Graser
- 2015: Tendenz steigend – Ein Hochwassermonolog
- 2017: Der siebte Tag – Ein Erschöpfungsbericht
- 2019: Heil – vom Koma zum Amok
- 2021: Maskenball
- 2023: Dopplerleben – Eine Fälscher Saga

## Zitate über Sigi Zimmerschied
- „Der Passauer Sigi Zimmerschied wiederum ist der hämisch lachende Kaiser unter den hechelnden Hofnarren des Kabaretts. Alle paar Jahre haut er ein wuchtiges Ding raus, das sich Kabarett nennt, aber das viel mehr ist als Kabarett. Es ist niederbayrische Philosophie“, so der oberbayerische Musikkabarettist und Buchautor Jörg Maurer.[3]

## Zitate von Sigi Zimmerschied
- Witz dürfe nie unberechenbar sein. ... Das sei Kabarett. Und somit kein Witz. Kabarett sei die depressive Schwester des Witzes. lässt Sigi Zimmerschied die Figur Roland Ramsinger in seinem Roman „Der Komparse“ sagen.[4]

## Diskographie
- Werkschau 1975–1982, CD, Bogner Records, 2001
- Werkschau 1983–1989, CD, Bogner Records, 2001
- Diddihasi, CD, Bogner Records, 2004, ISBN 978-3-934044-58-6
- Danemlem, CD, Bogner Records, 2001
- Ihobs, CD, Bogner Records, 2001, ISBN 978-3-934044-46-3
- Ausschwitzn, CD, Bogner Records, 2001, ISBN 978-3-934044-44-9
- Die Stachelbeersträucher von Saigon, CD, Langen-Müller, 2013, ISBN 978-3-7844-4261-7
- Himmelskonferenz und andere Fundstücke, DVD, Eigenverlag, 1979
- Für Frieden und Freiheit – Ein Holzweg in 14 Stationen, DVD, Eigenverlag, 1983
- Betondeppp’n (mit Klassentreffen), DVD, Eigenverlag, 1985
- Ausschwitz’n – Eine deutsche Tugend, DVD, Eigenverlag, 1990.
- Schartl – Der Film, DVD, Eigenverlag, 1994
- Danemlem – Satiren suchen ein Zuhause, DVD, Eigenverlag, 1997
- Ihobs – Ein Boxkampf für die Sinne, DVD, Eigenverlag, 1999
- Diddihasi – Über den Versuch ein Haustier zu werden, DVD, Eigenverlag, 2002
- Scheißhaus-Sepp, DVD, Eigenverlag, 2005
- Hirnrisse, DVD, Eigenverlag, 2007
- Reisswolf – Eine Vernichtung in Akten, DVD, Eigenverlag, 2011
- Multiple Lois – Einwürfe eines Parasiten, DVD, Eigenverlag, 2013
- Tendenz steigend – Ein Hochwassermonolog, DVD, Eigenverlag, 2015
- Der siebte Tag – Ein Erschöpfungsbericht, DVD, Eigenverlag, 2017
- HEIL – Vom Koma zum Amok, DVD, Eigenverlag, 2019

## Buchveröffentlichungen
- A ganz a miesa, dafeida, dreckada Dreck san Sie. Andreas-Haller-Verlag, Passau 1982, ISBN 3-88849-001-4
- Für Frieden und Freiheit – ein Holzweg in 14 Stationen. Andreas-Haller-Verlag, Passau 1983, ISBN 3-88849-008-1
- Klassentreffen. Andreas-Haller-Verlag, Passau 1985, ISBN 3-88849-104-5
- Die Stachelbeersträucher von Saigon. Langen-Müller-Verlag, München 2013, ISBN 3-7844-3325-1
- Der Komparse, Eigenverlag, 2017

## Filmografie (Auswahl)
- 1983: Peppermint Frieden
- 1983: Eine Firma für die Ewigkeit – Regie: Rolf Gmöhling
- 1983: Grenzenlos – Regie: Josef Rödl
- 1986: Der wilde Clown – Regie: Josef Rödl
- 1988: Himmelsheim – Regie: Manfred Stelzer
- 1994: Schartl – Regie: Sigi Zimmerschied
- 2008: Räuber Kneißl –  Regie: Marcus H. Rosenmüller
- 2008: Tatort – Häschen in der Grube – Regie: Dagmar Knöpfel
- 2008: Die Perlmutterfarbe – Regie: Marcus H. Rosenmüller
- 2009: Polizeiruf 110 – Klick gemacht – Regie: Stephan Wagner
- 2010: Polizeiruf 110 – Zapfenstreich – Regie: Christoph Stark
- 2010: Sau Nummer vier. Ein Niederbayernkrimi – Regie: Max Färberböck
- 2010: Zimtstern und Halbmond – Regie: Matthias Steurer
- 2010: Die Rosenheim-Cops – Wer stört, stirbt
- 2011: Hopfensommer – Regie: Christian Wagner
- 2011: Mein Bruder, sein Erbe und ich – Regie: Imogen Kimmel
- 2011: Die Rosenheim-Cops – Tödliche Heimkehr
- 2011: Polizeiruf 110: Denn sie wissen nicht, was sie tun – Regie: Hans Steinbichler
- 2011: Eine ganz heiße Nummer – Regie: Markus Goller
- 2011–2012: Heiter bis tödlich: Hubert und Staller
- 2012: Polizeiruf 110 – Schuld – Regie: Hans Steinbichler
- 2013: Mein Vater, seine Freunde und das ganz schnelle Geld – Regie: Max Färberböck
- ab 2013: Eberhoferkrimis
  - 2013: Dampfnudelblues
  - 2014: Winterkartoffelknödel
  - 2016: Schweinskopf al dente
  - 2017: Grießnockerlaffäre
  - 2018: Sauerkrautkoma
  - 2019: Leberkäsjunkie
  - 2021: Kaiserschmarrndrama
  - 2022: Guglhupfgeschwader
  - 2023: Rehragout-Rendezvous
- 2014: Um Himmels Willen: Vollgas, Die Stimme des Herrn (Folgen 161 und 162)
- 2014: Die Chefin: Tödliche Seilschaften (Folge 19) – Regie: Florian Kern
- 2015: Die Rosenheim-Cops – Endlich tot – Regie: Jörg Schneider
- 2015: München 7 – Kurschaden
- 2016: Eine Sommerliebe zu dritt (Fernsehfilm)
- 2016: Polizeiruf 110: Sumpfgebiete (Fernsehfilm)
- 2017: Für Emma und ewig (Fernsehfilm)
- 2017: Maria Mafiosi
- 2018: München Grill (Folge 6)
- 2018: Tatort – Freies Land – Regie: Andreas Kleinert
- 2018: Wackersdorf
- 2018: Kill Me Today, Tomorrow I’m Sick! (Kinofilm)[5]
- 2020: München Mord: Ausnahmezustand (Fernsehreihe)
- 2020: SOKO München – Countdown
- 2021: Watzmann ermittelt – König Watzmann
- 2021: Der Boandlkramer und die ewige Liebe
- 2021: Weißbier im Blut
- 2022: Zu jung zu sterben. Ein Krimi aus Passau (Fernsehreihe)
- 2022: Die Chefin – Das 5. Gebot, Regie: Michael Schneider, ZDF
- 2025: Watzmann ermittelt – Vermisst
- 2025: Sturm kommt auf (Fernsehfilm)
- 2025: Karli & Marie

## Hörspiele
- 2010: March Höld: Träumt? – Regie: Robert Matejka
- 2010: Robert Hültner: Unter sticht Ober – Regie: Ulrich Lampen
- 2010: Jörg Graser: Kreuzeder – Regie: Robert Matejka (DLF Kultur)
- 2011: Robert Hültner: Vanitas – Regie: Ulrich Lampen
- 2011: Jörg Graser: Kreuzeder und die Kellnerin – Regie: Stefan Dutt
- 2012: Friedrich Ani: Süden (2 Teile) – Regie: Ulrich Lampen
- 2012: Jörg Graser: Kreuzeder und der Tote im Wald – Regie: Stefan Dutt
- 2013: Die Stachelbeersträucher von Saigon. Langen-Müller-Verlag, München 2013, ISBN 978-3-7844-4261-7
- 2013: Robert Hültner: Radio-Tatort; Folge: Wasser bis zum Hals – Regie: Ulrich Lampen
- 2014: Robert Hültner: Radio-Tatort; Folge: Winterliebe – Regie: Ulrich Lampen
- 2017: Robert Hültner: Radio-Tatort; Folge: Toter Acker – Regie: Ulrich Lampen
- 2017: Jörg Graser: Kreuzeder und der Dschihad – Regie: Cordula Dickmeiß

## Auszeichnungen

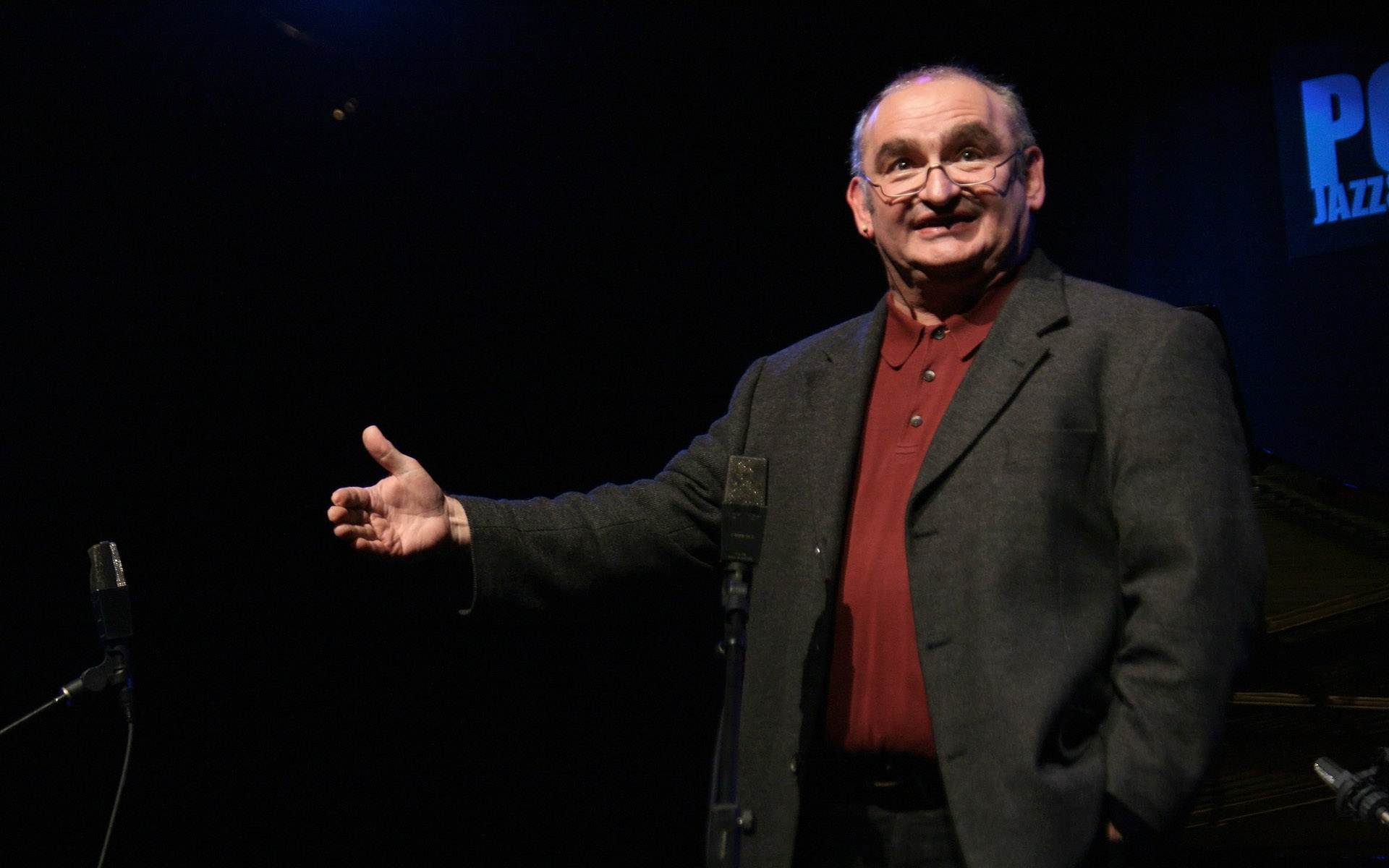
Zimmerschied bei der Vergabe des Österreichischen Kabarettpreises 2011

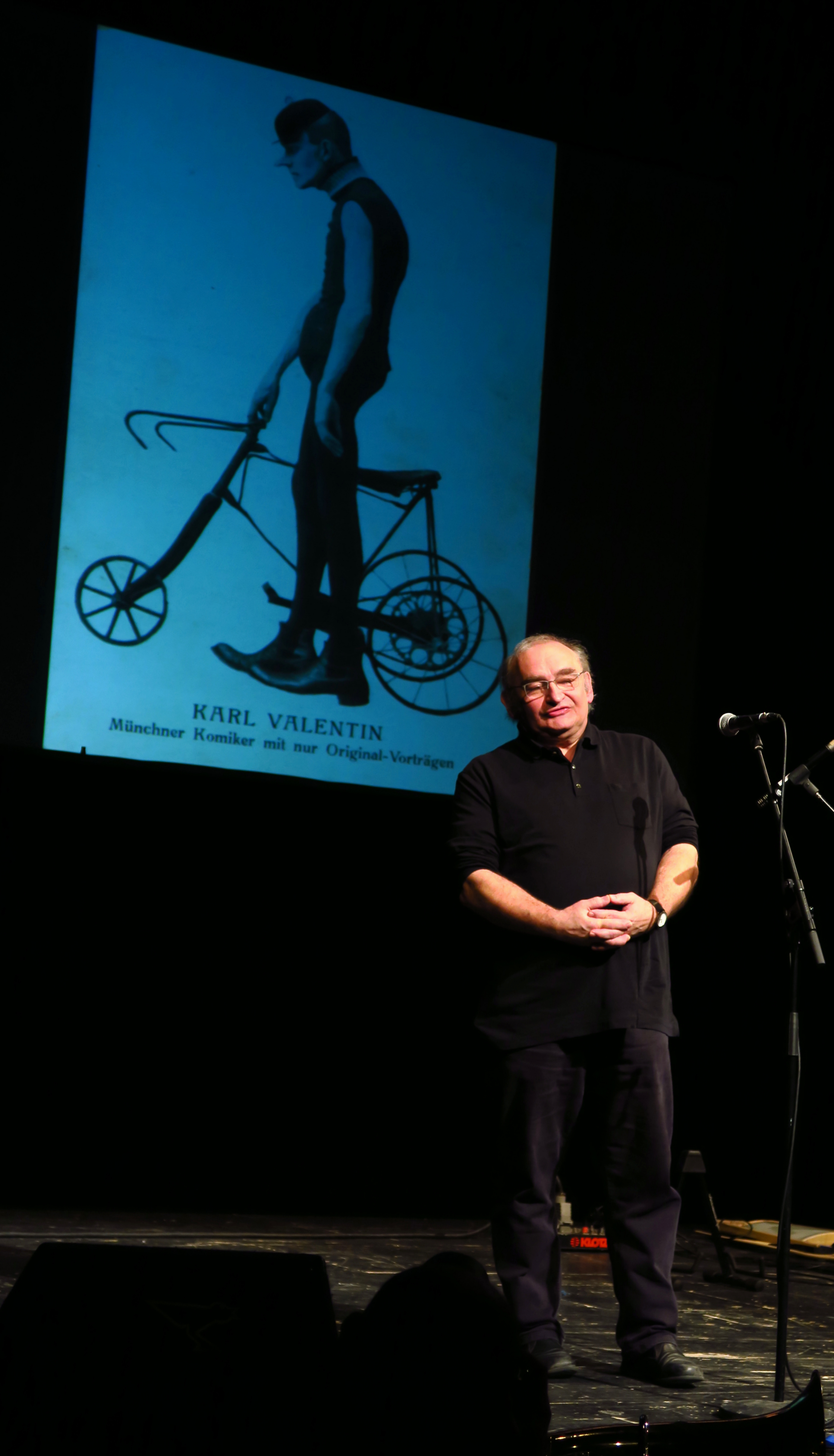
Großer Karl-Valentin-Preis 2017

- 1980: Deutscher Kleinkunstpreis in der Kategorie Kabarett
- 1984: Ernst-Hoferichter-Preis; Darstellerpreis beim Filmfest Locarno (für Grenzenlos)
- 1985: Berliner Wecker (Kabarettpreis)
- 1986: Ludwig-Thoma-Medaille für Zivilcourage in der Öffentlichkeit (verliehen von der Stadt München)
- 1988: Österreichischer Kleinkunstpreis (Hauptpreis)
- 2002: AZ-Stern der Woche der Münchner Abendzeitung
- 2008: Friedrich-Baur-Preis der Bayerischen Akademie der Schönen Künste (Laudatio: Fitzgerald Kusz)
- 2008: IBKA-Preis
- 2011: Österreichischer Kabarettpreis
- 2016: Kulturpreis Bayern[6]
- 2017: Großer Karl-Valentin-Preis (Laudatio: Luise Kinseher)

## Film
- Sigi Zimmerschied. Autor, Kabarettist und Schauspieler. Gespräch, Deutschland, 2008, 43:10 Min., Moderation: Isabella Schmid, Produktion: BR-alpha, Reihe: alpha-Forum, Erstsendung: 28. November 2008 beim BR, Inhaltsangabe mit Gesprächstext von BR.